# Geschichte des Schachspiels

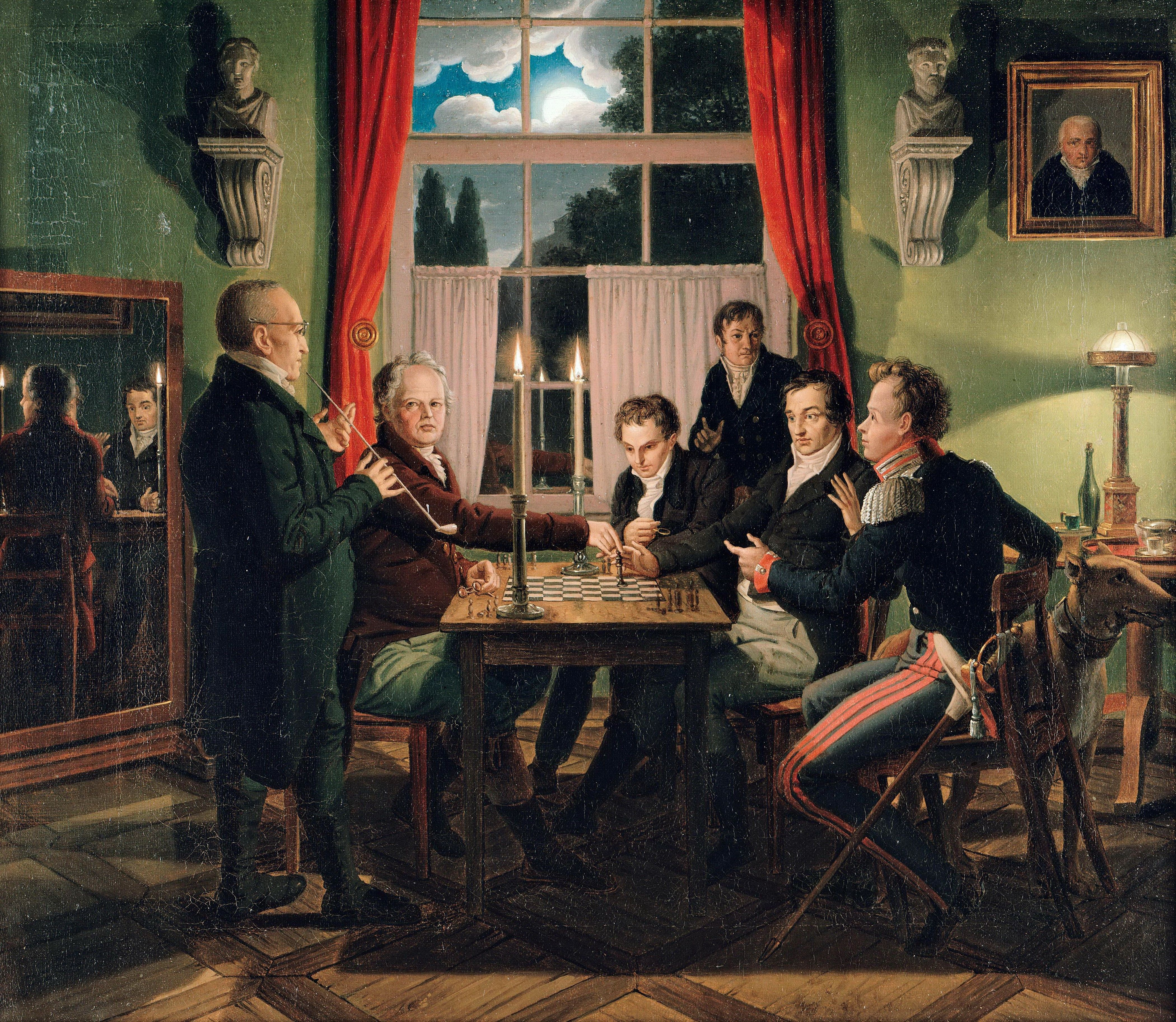
Johann Erdmann Hummel: Die Schachpartie, 1818–1819

Über die Entstehung und frühe Geschichte des Schachspiels bestehen unterschiedliche Auffassungen. Vor allem Indien, aber auch Persien und bisweilen China werden als Ursprungsländer genannt. Der Zeitraum der vermuteten Entstehung schwankt zwischen dem 3. und 6. Jahrhundert. Um die Erfindung des Spiels ranken sich zahlreiche Legenden, deren berühmteste die Weizenkornlegende ist. Seit dem 6. Jahrhundert ist das Schachspiel in Persien belegt. Es verbreitete sich im 7. Jahrhundert im Zuge der islamischen Expansion im Nahen Osten und in Nordafrika. Über das maurische Spanien, Italien, das byzantinische Reich gelangte das Spiel zwischen dem 9. und 11. Jahrhundert ins abendländische Europa, wo es im Hochmittelalter einerseits zu den sieben ritterlichen Tugenden gehörte, andererseits kirchliche Missbilligung erfuhr.
Im 15. Jahrhundert veränderten sich die Spielregeln einschneidend, so dass seither vom modernen Schach, wie es heute gespielt wird, gesprochen werden kann. Spanien (16. Jahrhundert), Italien (spätes 16. und 17. Jahrhundert), Frankreich (spätes 18. und frühes 19. Jahrhundert), England (Mitte 19. Jahrhundert), Deutschland und Österreich-Ungarn (spätes 19. und frühes 20. Jahrhundert) und Sowjetunion bzw. Russland (Mitte 20. Jahrhundert bis heute) lösten sich in der Folge als führende europäische Schachnationen ab. Seit Mitte des 19. Jahrhunderts kam es zu regelmäßigen Schachturnieren. 1886 kam es zur Austragung der ersten offiziellen Weltmeisterschaft mit dem Sieger Wilhelm Steinitz. Am 20. Juli 1924 wurde der Weltschachbund FIDE gegründet. Ende des 20. Jahrhunderts begann die Entwicklung spielstarker Schachprogramme, welche etwa seit der Jahrtausendwende das Niveau der weltbesten Spieler übertreffen.

## Ursprung des Schachspiels
Es ist unwahrscheinlich, dass das Schachspiel von einer einzigen Person, zu einem bestimmten Zeitpunkt erfunden worden ist. Dafür ist es nicht nur zu komplex, sondern es enthält auch zu viele Elemente aus verschiedenen Kulturen, Sprachen und Zeiten. 
Es gibt zahlreiche Theorien, das Schachspiel auf ältere Vorgängerspiele zurückzuführen, sei es das indische, mit Würfeln gespielte Rennspiel Ashtapada, das mit dem Schach verwandte chinesische Xiangqi, bis hin zum etwa 3000 Jahre alten Urspiel Liubo. Bei dieser Vorgehensweise stellt sich die Schwierigkeit der Definition der Geburtsstunde des Schachs, denn diese frühen Vorläufer unterscheiden sich hinsichtlich Regeln, Taktik und Charakter so stark vom Schach, dass man nur schwerlich vom gleichen Spiel sprechen kann. Die Quellen sind außerdem sehr spärlich und nicht zweifelsfrei mit dem Schachspiel in Verbindung zu bringen.
Es ranken sich viele Legenden um die Erfindung des Schachspiels. Die meisten sind sehr alt und entstammen dem persischen und arabischen Kulturkreis. Eine reiche Quelle für Schachlegenden ist der persische Dichter Firdausi (940–1020). Die berühmteste Legende ist die Weizenkornlegende, die als Hommage an das Schachspiel, als anschauliches mathematisches Lehrbeispiel oder als sozialkritische Parabel verstanden werden kann.

## Formierung des Chaturanga und Chatrang im 6. Jahrhundert
Die klassische Schachforschung geht davon aus, dass das Schachspiel in Indien entstanden sei und sich allmählich aus dem mit Würfeln auf einem 8×8-Brett gespielten Rennspiel Ashtapada, über ein mögliches Protoschach zum anfänglich zu viert und später zu zweit gespielten Chaturanga entwickelte. Das Chaturanga gelangte ins Perserreich und wurde phonetisch zu Chatrang angepasst („ch“ = /t͡ʃ/). Diese Ansicht geht im Wesentlichen auf zwei Schachforscher des 19. Jahrhunderts, Antonius van der Linde und Tassilo von Heydebrand und der Lasa zurück und kulminierte 1913 im umfassenden Werk A history of Chess des Engländers H. J. R. Murray. In den letzten Jahren tauchte die Gegenthese auf, das Ursprungsland sei China gewesen und unser Schachspiel ein Abkömmling (und nicht umgekehrt) des chinesischen Schachs Xiangqi. Diese von David H. Li vertretene Ansicht wird jedoch als im Kern substanzlos abgelehnt.

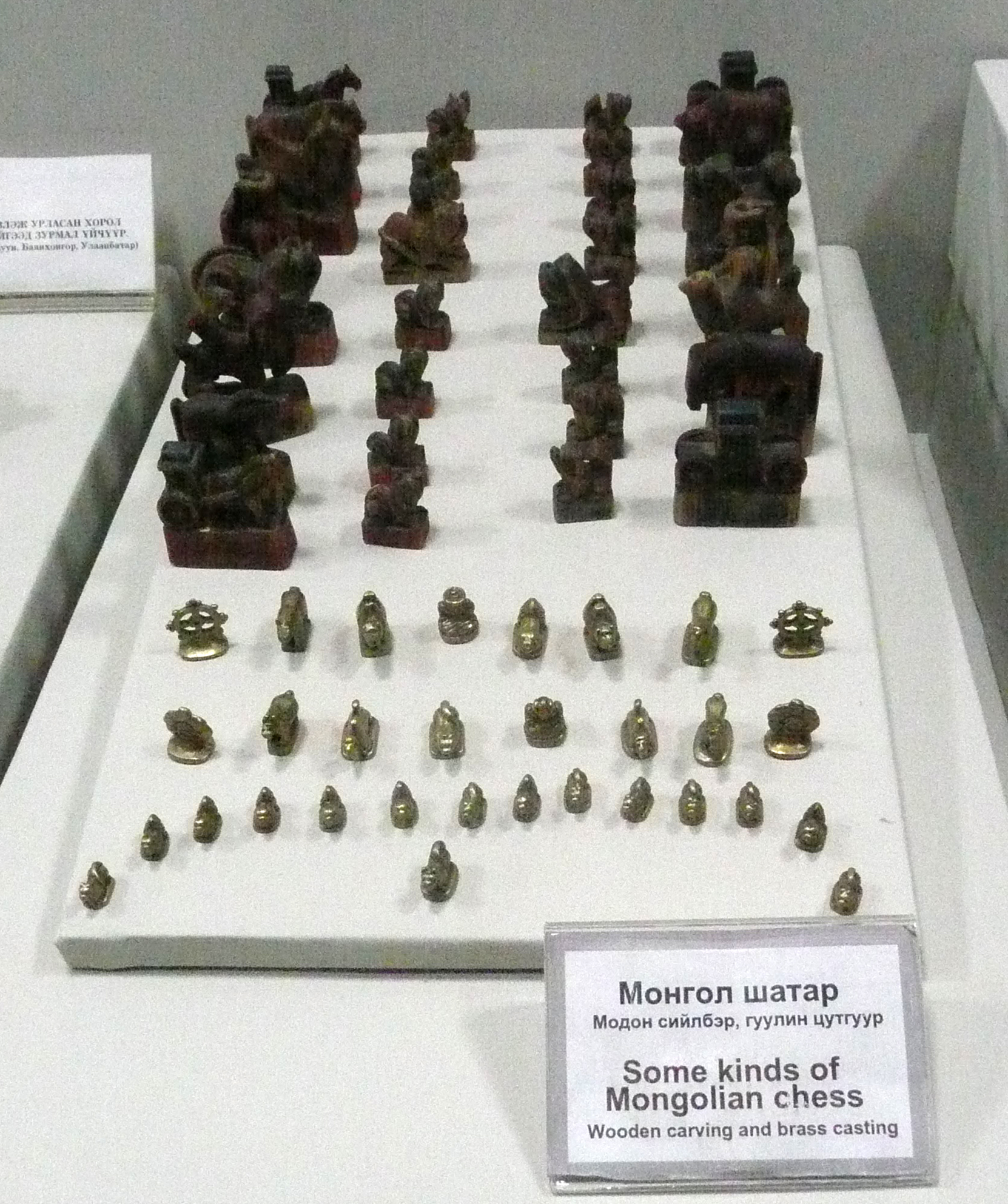
Mongolisches Shatar

In der frühen Entwicklungsphase existierten diverse Varianten des Spiels, die mit unterschiedlichen Spielfiguren und sowohl auf 8×8- wie 10×10-Brettern gespielt wurden. Als Beispiel sei nur das Shatranj al-Kamil (Schatrandsch al-Kamil) genannt. Es scheint, als ob das gleiche Spiel sowohl auf kleineren wie größeren Brettern gespielt werden konnte und bei Bedarf neue Figuren hinzugefügt wurden. Die gleichen Bretter fanden auch für andere Spiele Verwendung. Spuren dieser Vielfalt finden sich in den vielen Schachvarianten, die heute noch existieren, so das Xiangqi in China, das Janggi in Korea, das Shōgi in Japan, das Shatar und Hiashatar in der Mongolei, das Chandraki in Tibet, das Makruk in Thailand, das Ouk Chatrang in Kambodscha oder das Sittuyin in Burma. Mit der Zeit scheint sich dann das 8×8-Brett durchgesetzt zu haben. Einige Relikte der zusätzlichen Figuren des 10×10-Brettes könnten im Pfad des Xiangqi bei der Spielfigur der Kanone erhalten geblieben sein.
Beim Prozess der Formierung des Chaturanga oder des Chatrang ist das Szenario einer Verschmelzung verschiedener Elemente am wahrscheinlichsten. Alte Rennspiele, deren Überreste in der Gangart der Bauern erhalten geblieben sind, wurden mit Spielen mit hüpfenden Figuren, deren Gangart im Einzelnen durchaus älteren und komplett verschiedenen Spielen entlehnt sein kann, kombiniert und auf bereits vorhandene 8×8- und 10×10-Spielbretter übertragen, wobei sich das 8×8-Brett durchsetzte. Diese Entwicklung war im 6., spätestens aber im 7. Jahrhundert abgeschlossen und fand im weitesten Sinne in Zentralasien statt, im kulturellen und wirtschaftlichen Einflussbereich Indiens, Persiens und West-Chinas und über das Verkehrs- und Handelsnetz der Seidenstraße.
Die verschiedenen Elemente des Schachspiels offenbaren sich in der Art des Brettes, der Gangart der Figuren, dem militärischen Charakter des Spieles und der Etymologie.
Die älteste schriftliche Erwähnung von Chaturanga in Sanskrit findet sich in der Harshacharita, geschrieben vom indischen Hofpoeten Bana um 625–640. Es ist die offizielle Geschichte König Shrî Harshas von Kanauj, der über ein mächtiges Königreich im Gangestal herrschte und dafür bekannt war, zum Buddhismus konvertiert zu sein. Bana beschreibt den Frieden, der dadurch im ganzen Lande einkehrte: „Unter diesem Herrscher stritten nur die Bienen, um den Honigtau zu sammeln; die einzigen Füße, die abgeschnitten wurden, waren die der Maße, und nur von Ashtâpada konnte man lernen, Chaturanga herzuleiten, es gab keine Vierteilung der verurteilten Kriminellen ...“. Der Text ist voll von Wortspielen und Zweideutigkeiten und ist deshalb schwierig zu interpretieren. Mit Ashtapada wird üblicherweise das 8×8-Spielbrett angenommen. Chaturanga könnte hier sowohl auf die Armee wie auch auf das Spiel bezogen sein. Andere sind der Meinung, in dieser Passage werde der Vorläufer des Schachspiels genannt.
Die ältesten Schachfiguren, die eindeutig als solche einzuschätzen sind, stammen aus Zentralasien, genauer aus der Gegend um Samarkand, einem wichtigen Knotenpunkt der Seidenstraße; die Funde wurden in Afrasiab (um 761), Fergana und Nishapur (9.–10. Jahrhundert) gemacht.

### Etymologie
- Chaturanga:  Das indische Wort Chaturanga bedeutet "vier Elemente" oder "vier Teile". Mit diesem Begriff wurde die indische Armee bezeichnet, welche aus den vier Elementen Infanterie (Sainik: Soldat), Kavallerie (Ashwa: Pferd), Streitwagen (Rath) und Elefanten (Haathi) zusammengesetzt war. Diese Form der Armee war etwa vom 4. vorchristlichen bis zum 7. nachchristlichen Jahrhundert üblich, was in etwa den zeitlichen Rahmen für die Entstehung eines Spiels abgrenzt, das ein Abbild dieser Armee sein will. Die Erwähnung von "Chaturanga" in alten indischen Texten bezieht sich vermutlich eher auf die Armee als auf das nach ihr benannte Spiel.[7]
- Chatrang:  Vom persischen Wort Chatrang wird üblicherweise angenommen, es sei vom indischen Chaturanga abgeleitet. Dies muss, trotz der Ähnlichkeit, nicht unbedingt so sein, denn Chatrang bezeichnet (früher wie heute) die Alraune, eine Pflanze mit einer Wurzel, die einer menschlichen Figur ähnelt – eine denkbare Bezeichnung also für ein mit Figuren gespieltes Spiel, die unabhängig hätte entstehen und auf das Spiel übertragen werden können.[6]
- Schatrandsch:  Als die Araber im 7. Jahrhundert das persische Reich eroberten, lernten sie auch das Chatrang kennen und passten den Namen ihrer Sprache an, da die Laute 'ch' (=/t͡ʃ/) und 'g' im Arabischen nicht existieren. Aus Chatrang wurde Schatrandsch (engl.: Shatranj).
- Schach / Schah / Radscha: Der deutsche Name Schach ist vom persischen Wort Schah (König) abgeleitet und hat, trotz seiner klanglichen Ähnlichkeit, mit Chaturanga, Chatrang oder Shatranj nichts zu tun. Im Chaturanga hieß die Figur ebenfalls König: Radscha, was einfach ins Persische übersetzt wurde.
- Xiangqi:  Xiangqi (chinesisch 象棋) ist die Bezeichnung des chinesischen Schachs. Die Übersetzung birgt einige Schwierigkeiten, so dass letztlich nicht mit absoluter Sicherheit gesagt werden kann, worauf sich die Zeichenkombination in historischen Texten bezieht. Die Bedeutung der chinesischen Zeichen änderte sich oft regional und im Laufe der Zeit und kann meist nur durch genaue Kenntnis des Textverfassers eruiert werden. Das Wort Xiang (象) bedeutet sowohl Elefant, Porträt, Phänomen, Elfenbein, Sternenanordnung, Omen, Handeln, Spielen wie auch offizieller Interpret. Qi (棋) steht für Schachfiguren, Schach, aber auch für ähnliche Spiele. Meist ist mit Qi das gesamte Spiel an sich gemeint. Xiangqi als Ganzes wird üblicherweise mit Elefanten-Spiel, Elfenbein-Spiel oder Symbol-Schach übersetzt.[8] Sam Sloan, ein Verfechter der chinesischen Herkunft des Schachspiels, ist der Meinung, der Begriff habe Ähnlichkeit mit Chatrang und sei dessen etymologische Wurzel.[9]
- Fers / Firzan / Farzin: Fers ist das persische Wort für General und ersetzte den im Chaturanga üblichen indischen Minister. Die Araber passten den Begriff ihrem Lautsystem an, wodurch Fers zu Firsan oder Farsin wurde.[3]
- Pil / Fil / al-Fil: Die Perser nannten den Elefanten im Schach Pil, was weder indisch noch persisch ist. Im Arabischen wurde Pil zu Fil und, zusammen mit dem Artikel, zu al-Fil.[3]
- Ruch:  Ruch war die Bezeichnung der Figur des Streitwagens, des heutigen Turms. Die Etymologie ist unklar und der Wortstamm möglicherweise nicht persisch. Ruch/Roch war aber im Altpersischen der Name für den mythischen Vogel Sên-Murv, Simurgh im Neupersischen. Der übermächtige Vogel, wie er auch in der Sindbad-Sage vorkommt, war in der Lage, einen Elefanten oder ein Kamel wegzutragen, was zu der mächtigen Gangart des Turms im Schach passen würde.[10] Gelegentlich wird Ruch auch mit ‚Held‘ übersetzt.[3] Das Wort lebt in der Rochade und der englischen Bezeichnung rook für den Turm fort.

In der folgenden Tabelle sind die Namen der Figuren dargestellt, wie sie vom Indischen über das Persische und Arabische nach Europa gelangt sind:
| Sanskrit              | Persisch      | Arabisch | Latein                 | Englisch     | Französisch | Deutsch  |
| --------------------- | ------------- | -------- | ---------------------- | ------------ | ----------- | -------- |
| Radscha (König)       | Schah         | Schah    | Rex                    | King         | Roi         | König    |
| Mantri (Minister)     | Vazir (Wezir) | Firz     | Regina                 | Queen        | Dame        | Dame     |
| Gajah (Kriegselefant) | Fil (Elefant) | al-Fil   | Episcopus/Comes/Calvus | Bishop/Count | Fou         | Läufer   |
| Ashva (Pferd)         | Asb (Pferd)   | Fars     | Miles/Eques            | Knight       | Cavalier    | Springer |
| Ratha (Streitwagen)   | Roch          | Ruch     | Rochus/Marchio         | Rook         | Tour        | Turm     |
| Padati (Fußsoldat)    | Piadeh        | Baidaq   | Pedes/Pedinus          | Pawn         | Pion        | Bauer    |

### Die Gangart der Figuren
- Der Bauer: Sein Gang erinnert stark an die alten indischen Rennspiele und könnte tatsächlich ein Relikt derselben sein. Gemeinsamkeit mit den Rennspielen ist dabei die Unmöglichkeit, rückwärts oder anders als geradeaus zu ziehen, sowie die Verwandlung bei Erreichen des Brettendes. Das seitliche Schlagen wird als Konsequenz der Integration dieser Figur in ein neues Spiel gedeutet. Der Umstand, dass der Bauer als einzige Figur anders schlägt als zieht, ist ein starkes Indiz dafür, dass er einer anderen Quelle als die übrigen Figuren entstammt.[4]
- Der König: Gerhard Josten, ein Forscher der Initiativgruppe Königstein,[11] vertritt die Ansicht, die Gangart des Königs könnte dem sehr alten Spiel Go entlehnt sein.[4] Allerdings werden beim Go-Spiel die Steine nur gesetzt, nicht gezogen, und wirken auch nicht diagonal.
- Springer und Elefant: (Der heutige Läufer ersetzte erst mit der Spielreform Ende des 15. Jahrhunderts die frühere Figur.) Die Herkunft der Gangart dieser Figuren ist besonders umstritten. Etliche Theorien gehen auch von Vergöttlichungen und astrologischen Herleitungen aus.[4]

## Schach in Persien: Chatrang

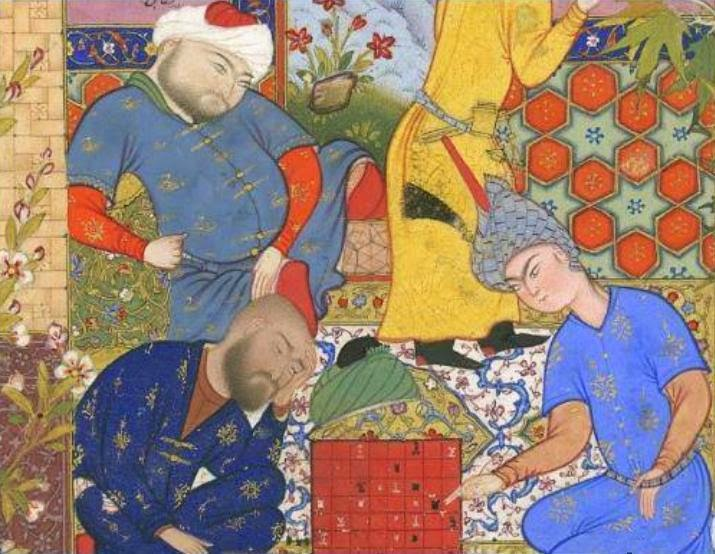
Schach in Persien

Es gibt nur wenige Berichte über das Schachspiel, seine Spieler, sowie dessen Stellenwert und Verbreitung in der Gesellschaft im Sassanidenreich vor der Eroberung durch die Araber. Die einzige zeitgenössische Quelle, die über die bloße Nennung des Spiels hinausgeht, ist der in Pahlavi (mittelpersisch) verfasste Text Wizârišn î chatrang ud nihišm î nêw-ardaxšîr (Die Erklärung von Schach und die Erfindung von Nard), auch bekannt als Mâdayân î chatrang, oder kurz Chatrang-nāmak (Buch vom Schach). Gemäß dieser Geschichte wurde das als Kriegsspiel bezeichnete Chatrang zur Zeit Chosraus I. (531–579) von einer indischen Delegation des Königs Divsaram, dem Radscha von Hindustan, als Geschenk und Herausforderung zugleich nach Persien gebracht. Es werden die Namen der Spielfiguren angegeben: schah (König), rukh, farzin (Feldherr), pil (Elefant), asp (Pferd) und piyadak (Fußsoldat). Das Chatrang-namak nennt auch zwei Spieler, Takhtaritus und Wajurgmitr, wobei der letztere überlegen gewesen sein soll. Fast dieselbe Geschichte findet sich rund 400 Jahre später im persischen „Nationalepos“ Schahname des Dichters Firdausi wieder. Hier wird zusätzlich die Aufstellung der Figuren genannt. Es ist nicht bekannt, ob er sich dabei auf das Chatrang-namak bezog oder ob ihm andere Quellen zur Verfügung standen. Über die in Persien seinerzeit noch unbekannte Spielweise, die Bozorgmehr, der persische Kanzler und Leibarzt Chosraus, zur Ehrenrettung seines Herrn herausgefunden haben soll, hingegen finden sich in beiden Texten keine Informationen.
Zwei weitere mittelpersische Quellen erwähnen das frühe Schachspiel: Das Kârnâmak-i Ardeshir-i Pâpakân (Buch der Taten von Ardaschir, Sohn des Papak), eine epische Abhandlung über König Ardaschir I., den Gründer des Sassanidenreiches. Es wurde zwischen 224 und 651 verfasst. Das Chatrang wird nur an einer einzigen Stelle erwähnt: „Durch die Hilfe der Providentia [Vorsehung], wurde er [Ardaschir] siegreicher und kriegerischer als alle, beim Polo und der Rennbahn, beim Chatrang und Wein-Artakhshir, und in etlichen anderen Künsten.“
Das Khūsraw ud Rēdag (Chosrau und der Page) handelt am Hofe Chosraus I.; Chatrang wird dort zusammen mit anderen Spielen erwähnt ("ud pad Čatrang ud new-ardaxšî r ud haštpay kardan az hamahlan fraztar hom" = etwa: „...und durch das Spielen von Chatrang, Backgammon und Hashtpay [=Spiel aus sassanidischer Zeit] bin ich meinen Kollegen überlegen.“).
Bei all diesen Texten lässt sich nicht zwischen Dichtung und Wahrheit unterscheiden. Sie geben aber immerhin Auskunft darüber, dass zum Zeitpunkt ihrer Abfassung ein Spiel namens Chatrang bekannt war und dass es offenbar einen hohen gesellschaftlichen Stellenwert hatte, so dass es eines Königs oder Helden bedurfte, es zu beherrschen. Die Zeit Chosraus I. scheint im Mittelpunkt zu stehen. Sein Interesse für Kultur ist bekannt, und es ist denkbar, dass er selbst maßgeblich zur Etablierung des Chatrang beitrug.
Wie spätere arabische Quellen nahelegen, wurde Chatrang vornehmlich mit roten (Rubin) und grünen (Smaragd) Steinen gespielt. Partien aus dieser Zeit sind nicht überliefert. Das Spiel scheint sich im Sassanidenreich blitzschnell verbreitet zu haben. Die persische Kultur blieb auch nach ihrer Eroberung durch die Araber für die ganze Region einflussreich und trug mit zur arabischen Blüte bei. Dies gilt auch für das Schachspiel, welches hier seine ideologische Prägung erhielt, die es bis ins Spätmittelalter hinein charakterisierte.

## Schach bei den Arabern: Schatrandsch

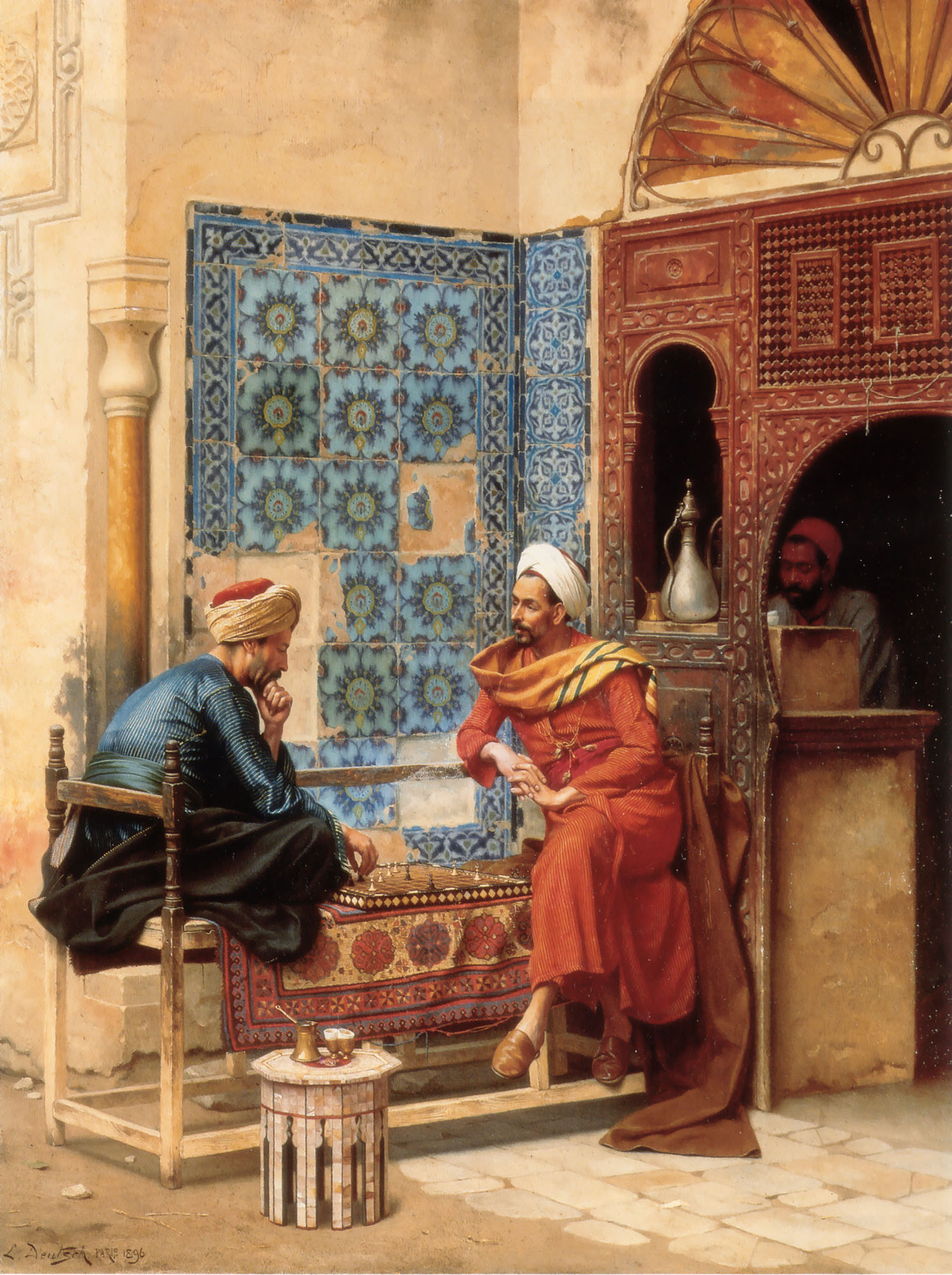
Ludwig Deutsch: Schachpartie, 1896

Die Araber eroberten zwischen 632 und 651 das Sassanidenreich. Es ist unbestritten, dass sie in diesem Zeitraum mit dem Schachspiel in Berührung kamen. Bei den Arabern kam das Schachspiel, das nun durch phonetische Anpassung Schatrandsch hieß, zu seiner ersten großen Blüte. Als „Spieler der höchsten Klasse“ galt al-Adli (ca. 800–870), welcher eine erste Schachabhandlung verfasste. Auf ihn folgten ar-Razi (ca. 825–860), Mawardi (um 900), as-Suli (880–946) und al-Ladschladsch (um 970). Wichtige literarische Quellen verdanken wir Firdausi und al-Mas'udi. Es entwickelte sich eine reiche Sammlung von Eröffnungs- (Tabijen) und Endspielstellungen (Mansuben). Ein wichtiger Bestandteil des Schatrandsch wurde die Problemkunst.
Die Araber trugen auch maßgeblich zur Verbreitung des Schachspiels bei.

## Verbreitung in Europa
Das Schachspiel gelangte auf verschiedenen Wegen nach Europa. Einer der ersten Kontakte dürfte über das Oströmische Reich, besonders Konstantinopel, erfolgt sein. Das byzantinische Schach, Zatrikion, unterscheidet sich allerdings wesentlich vom Schatrandsch. Die Waräger brachten das Spiel dann aus Konstantinopel („Miklagard“) ins Kiewer Reich, in dessen ehemaligem Gebiet es seit dem 8. Jahrhundert gespielt wird. Über die Mauren gelangte das Schachspiel im 9. Jahrhundert nach Spanien.
Der älteste europäische Text, in dem die Regeln des Schachspiels enthalten sind, ist das frühmittelalterliche lateinische Schachgedicht Versus de Scachis eines unbekannten Verfassers des 10. Jahrhunderts. Es entstand vermutlich zwischen 900 und 950 in Oberitalien. Aus dem 12. Jahrhundert stammt die in hebräischer Sprache verfasste Reimdichtung des judenspanischen Dichterphilosophen Abraham ibn Ezra (1089–1164). Im 13. Jahrhundert wurde im Auftrag von Alfons X. von Spanien ein berühmtes Spielmanuskript über Schach, Backgammon und das Würfelspiel, genannt Libro de los Juegos, verfasst. Von Spanien aus verbreitete sich Schach nach Italien und in die Provence. Daher rühren auch die Namen sehr alter Eröffnungen, beispielsweise der Spanischen Partie und der Italienischen Partie.
In der Literatur des deutschsprachigen Raums wurde Schach erstmals um 1050 erwähnt. Ein unbekannter Mönch verfasste im Kloster Tegernsee den lateinischen Versroman Ruodlieb, in dem ein Besucher am Hofe des Königs durch seine Meisterschaft im Schachspiel Aufsehen erregt.

## Europäisches Mittelalter
Schach gehörte seit dem Beginn des 13. Jahrhunderts zu den sieben Tugenden der Ritter. Jacobus de Cessolis verfasste Anfang des 14. Jahrhunderts die allegorisch-moralische Schrift De moribus hominum et officiis nobilium super ludo scaccorum, die zu den ältesten abendländischen Quellen über das Schachspiel gehört und im Mittelalter weit verbreitet war. Jacobus de Cessolis rezipierte über das Breviloquium de virtutibus antiquorum principium des Minoriten Johann(es) von Wales (gestorben 1285) auch eine von einem anonymen Autoren verfasste Moralitas de Scaccario. Dieser, lange Zeit dem Papst Innozenz III. zugeschriebene, mittelalterliche Traktat bediente sich wohl erstmals des Schachspiels als sozialer Metapher. Im deutschen Sprachgebiet wurden das Spiel und auch das Schachbrett Schachzabel genannt. In ihrem Gefolge fanden auch volkssprachige Schachallegorien (Schachzabelbücher) weite Verbreitung. In diesen Büchern geht es weniger um die Technik und Regeln des Spiels als um eine belehrende Darstellung des Lebens und der Gesellschaft anhand des bildlichen Vergleichs mit dem Schachspiel.

## Archäologische Nachweise

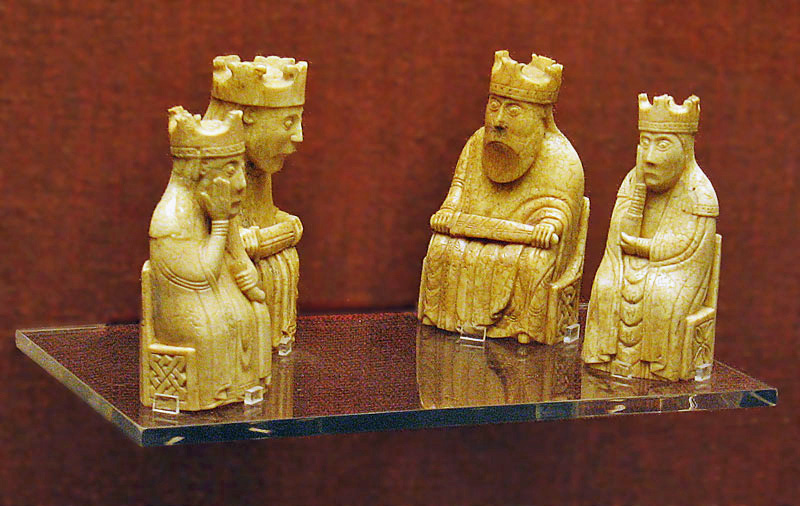
Lewis-Schachfiguren (Norwegen/Schottland, 12. Jhd.)

Auf Burgen Mitteleuropas finden sich häufig aus Knochen geschnitzte Schachfiguren. Eine besonders kunstvoll gedrechselte Holzfigur einer Dame oder eines Königs stammt aus der Burg Mülenen (Schweiz, Kanton Bern). In der Nähe von Bamberg wurden zwischen 1248 und 1308 Schachbretter und Figuren aus Ton hergestellt. Große Berühmtheit erlangten auch das so genannte Schachspiel Karls des Großen und die Lewis-Schachfiguren, die im 11. bzw. 12. Jahrhundert aus Elfenbein geschnitzt wurden.

## Frühe Neuzeit

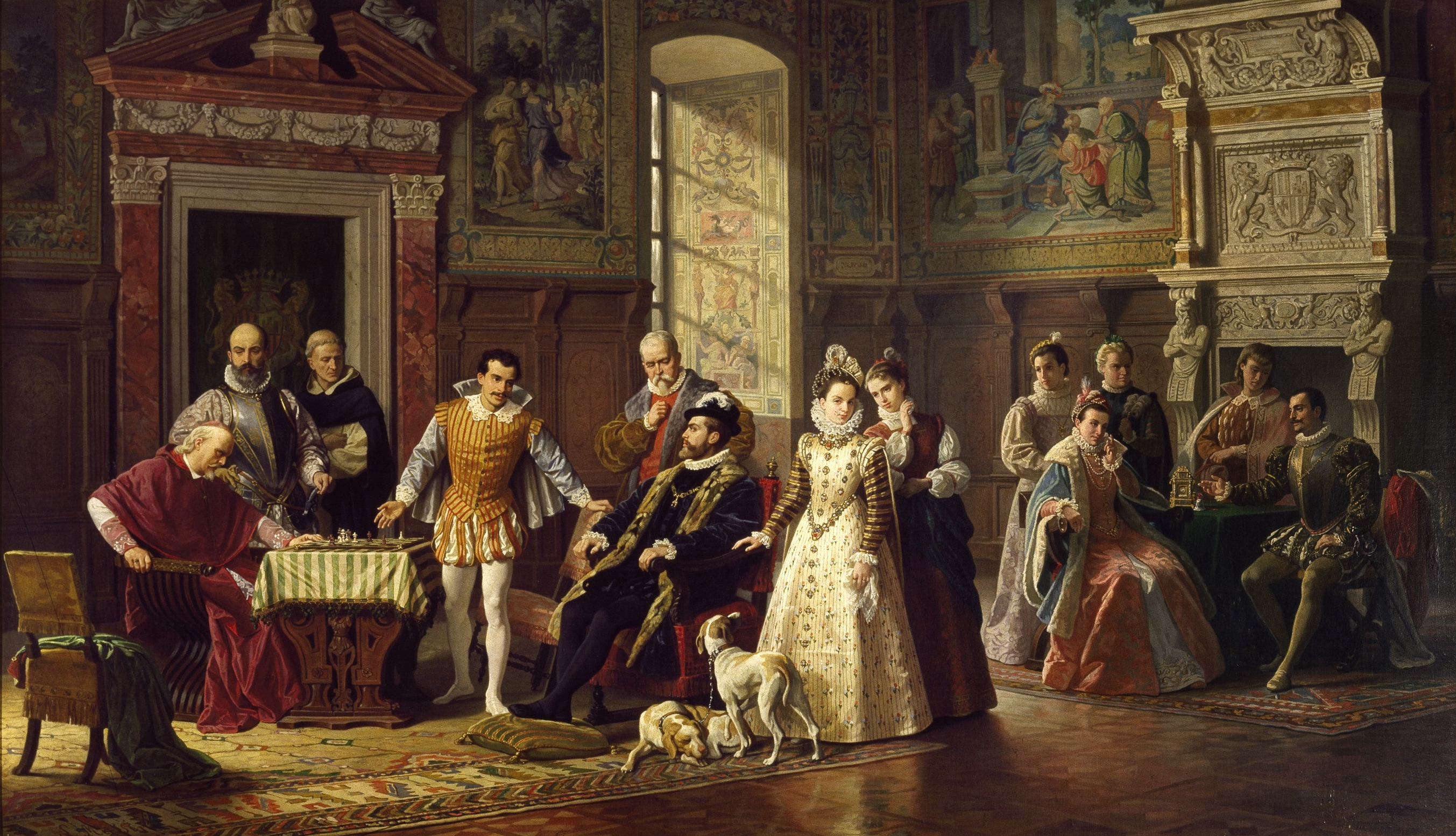
Das erste internationale Schachturnier am Hofe König Philipps II. von Spanien 1575, Gemälde von Luigi Mussini (1886)

Gegen Ende des 15. Jahrhunderts begannen sich die Spielregeln des Schachspiels entscheidend zu verändern. Die Gangart von Bauer, Läufer und Dame wurde schneller, und die Rochade wurde eingeführt. Der Bauer durfte nun bei seinem ersten Zug zwei Felder weit (bisher nur eins), der Läufer diagonal beliebig weit (bisher sprang er zwei Felder weit), und die Dame in alle acht Richtungen beliebig weit ziehen (zuvor nur ein Feld in diagonaler Richtung), wodurch sie schlagartig von einer relativ schwachen zur mächtigsten Figur auf dem Brett avancierte. Hierdurch veränderte sich das Spiel komplett. Es war die Geburt des modernen Schachs. Das neue Spiel erforderte eine andere Taktik und andere Eröffnungen. Schach gewann an Tempo und gleichzeitig an Popularität. Diese Entwicklung spielte sich vermutlich im spanischen Valencia zwischen 1470 und 1490 ab und manifestiert sich im katalanischen Schachgedicht Scachs d’amor, dem ältesten Dokument zum neuen Schach. Die Verfasser des Gedichts und gleichzeitig die ersten bekannten Spieler waren Francí de Castellví, Narcís Vinyoles und Bernat Fenollar. Im Jahre 1495 veröffentlichte der Spanier Francesc Vicent das erste gedruckte Schachbuch mit dem Titel Libre dels Jochs Partits dels Schacs en Nombre de 100 ordenat e compost. Es galt lange Zeit als verschollen, bis José Antonio Garzón eine Abschrift in Italien entdeckte und in seinem Buch El regreso de Francesch Vicent: La historia del nacimiento y expansión del ajedrez moderno 2005 veröffentlichte. Dabei wird klar, dass auch Francesc Vicent wesentlich an der Entstehung des neuen Schachspiels beteiligt, wenn nicht gar ihr eigentlicher Initiator war. Im Jahre 1497 erschien ein Schachlehrbuch von Luis Ramírez Lucena: Repeticion de Amores e Arte de Axedres con CL Juegos de Partido. Um etwa 1500 entstand die Göttinger Handschrift, deren Autorschaft und Datierung unklar ist. Sie enthält zwölf Partieanfänge mit den neuen Regeln und 30 Schachprobleme. Um 1512 erschien in Rom das Schachlehrbuch Pedro Damianos mit dem Titel: Questo libro e da imparare giocare a scachi et de le partite. Diese ersten Veröffentlichungen markieren den Anfang des modernen Schachs.
Im Anschluss bildeten sich Schachzirkel, vor allem auf der iberischen Halbinsel und in Italien. Um die Mitte des 16. Jahrhunderts galt der Spanier Ruy López de Segura als bester Spieler der Welt. Er wurde im Jahre 1575 am ersten internationalen Schachturnier der Geschichte am Hofe des spanischen Königs Philipp II. in Madrid vom Sizilianer Giovanni Leonardo da Cutro geschlagen, der im Anschluss auch den besten portugiesischen Spieler El Morro und, zurück in Madrid, seinen italienischen Landsmann Paolo Boi besiegte. Zu den besten Schachspielern ihrer Zeit gehörte auch Giulio Cesare Polerio. Diese Persönlichkeiten begründeten das goldene Zeitalter des italienischen Schachs, welches mit Alessandro Salvio und dem Tode Gioacchino Grecos im Jahre 1634 endete.
Im Jahr 1616 wurde das erste Schachlehrbuch in deutscher Sprache gedruckt: „Das Schach- oder König-Spiel“ von Gustavus Selenus. Eine Kuriosität aus dieser Zeit sind die bis ins 19. Jahrhundert beibehaltenen Sonderregeln in dem Schachdorf Ströbeck, z. B. für die Bauernumwandlung.
Um 1700 galt der Schotte Alexander Cunningham als bester Spieler Europas.
Von etwa 1730 bis 1780 blühte das italienische Schach mit den großen Theoretikern der „Schule von Modena“ Domenico Lorenzo Ponziani, Ercole del Rio und Giambattista Lolli nochmals auf. Gleichzeitig entwickelte sich im Café de la Régence in Paris eine rege Schachszene, welche die italienische Vormachtstellung im europäischen Schach allmählich überflügelte und ablöste. Die neuen Größen des Schachspiels hießen Legall de Kermeur, François-André Danican Philidor, und Verdoni.
Im Jahr 1769 baute Wolfgang von Kempelen den berühmten Schachtürken.
Der im 18. Jahrhundert tätige Syrer Philipp Stamma veröffentlichte mehrere Bücher, die den Übergang zwischen Mansuben und neuzeitlicher Schachkomposition charakterisieren, indem die von Stamma erdachten meist partieartigen Kombinationen abgebildet werden.

## 19. Jahrhundert

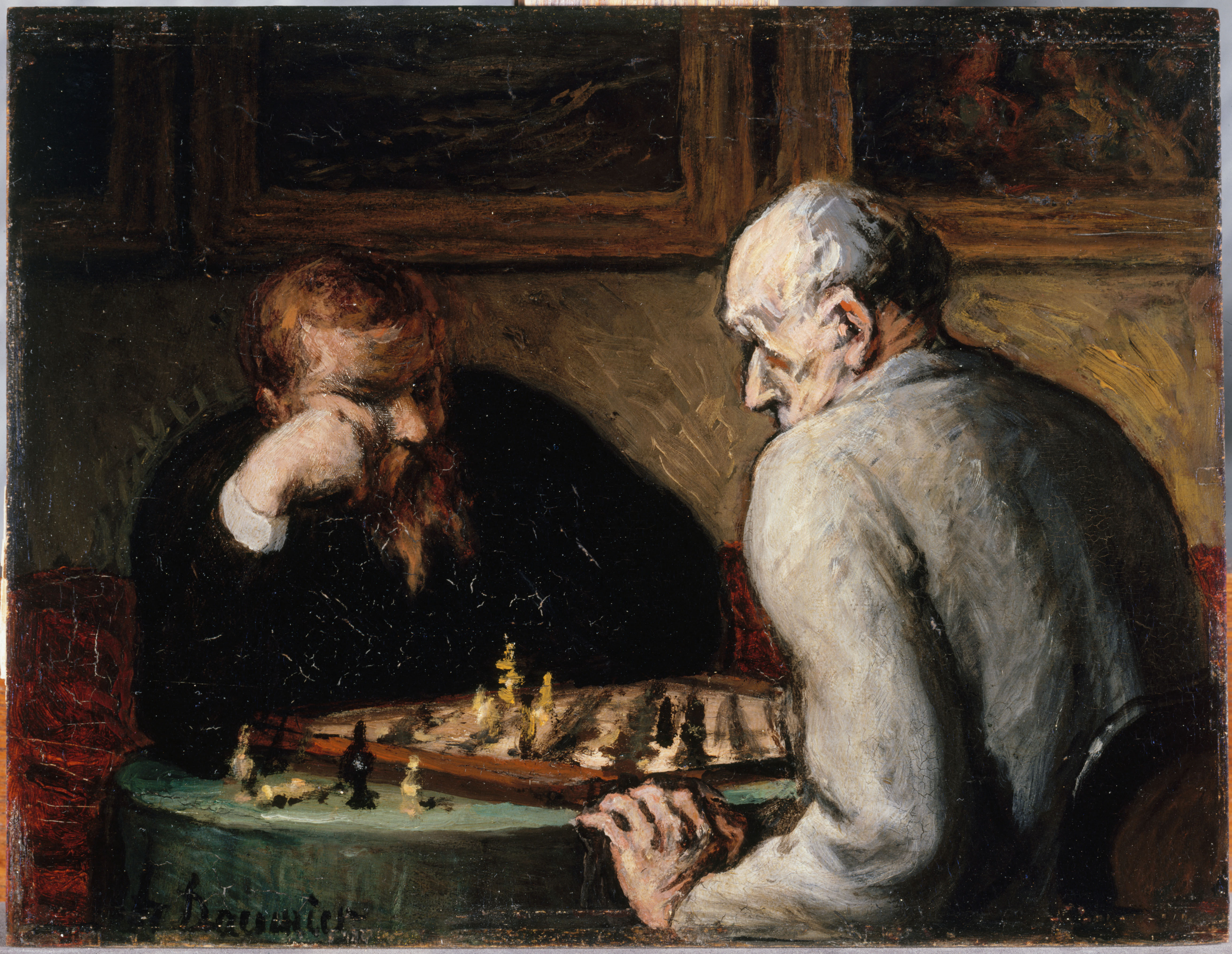
Honoré Daumier, Schachspieler, 1863.

In Europa wurde das Schach zu einem Lieblingsspiel des Bürgertums. Die Regeln wurden seit dem frühen 19. Jahrhundert kaum noch verändert. Ab 1813 erschien im Liverpool Mercury die erste Schachspalte. Im Jahr 1834 fand in London eine Serie von Wettkämpfen zwischen Alexander McDonnell und Louis de La Bourdonnais statt. 1836 erschien unter dem Titel Le Palamède die erste spezialisierte Schachzeitschrift und 1846 erschien erstmals die Deutsche Schachzeitung, die erste deutsche. In der Folge fand auch periodische Schachliteratur in Form von Schachspalten in Zeitungen und Periodika sowie spezialisierten Schachzeitschriften weite Verbreitung.
Die heute allgemein übliche Figurenform, genannt Staunton, wurde 1849 von Nathaniel Cook kreiert, von dem damals führenden Spieler Howard Staunton propagiert und später (1924) vom Weltschachverband (FIDE) bei dessen Gründung übernommen. Adolf Anderssen gewann das internationale Schachturnier in London 1851. 1867 wurden bei Schachturnieren erstmals mechanische Schachuhren verwendet. In Baden-Baden wurde 1870 erstmals ein internationales Schachturnier in Deutschland ausgetragen. Im Jahr 1877 wurde der Deutsche Schachbund gegründet. Wilhelm Steinitz und Johannes Hermann Zukertort spielten 1886 den ersten offiziellen Wettkampf um die Schachweltmeisterschaft.
Bis weit ins 19. Jahrhundert hinein war ein Spielstil populär, der sich durch Gambit-Eröffnungen, waghalsige Opfer und komplizierte taktische Abwicklungen auszeichnete. Anderssen und der Amerikaner Paul Morphy waren typische Vertreter dieses Stils, der später rückblickend als ‚romantisch‘ bezeichnet wurde. Steinitz begründete demgegenüber eine mehr positionell angelegte Strategie, die später von Siegbert Tarrasch noch verfeinert wurde. Sie legte großen Wert auf eine natürliche Figurenentwicklung und die Besetzung des Zentrums und gilt heute als ‚klassische‘ Schule des Schachs.
Im Bereich der Schachkomposition charakterisierten sich im 19. Jahrhundert Richtungen wie die Böhmische Schule und Altdeutsche Schule heraus, in denen Mattaufgaben mit ästhetischen Ansprüchen respektive komplizierten Varianten dargestellt wurden. Sam Loyd gilt als einer der populärsten Aufgabenverfasser der zweiten Hälfte des 19. Jahrhunderts.

## 20. Jahrhundert
Ab dem 20. Jahrhundert fanden internationale Schachturniere weite Verbreitung, nationale Ligen wurden gegründet. Im Jahre 1924 wurde in Paris der Weltschachbund Fédération Internationale des Échecs gegründet. Im Jahre 1927 fand in London die erste Schacholympiade statt. Nach dem Tode des amtierenden Weltmeisters Aljechin 1946 übernahm die FIDE die Veranstaltung der Schachweltmeisterschaft.
Im Kontrast zur klassischen Strategie Steinitzs und Tarraschs entstand Anfang des 20. Jahrhunderts die hypermoderne Schule. Sie wurde von Spielern wie Aaron Nimzowitsch und Richard Réti entwickelt. Während Tarrasch die rasche Besetzung des Zentrums propagierte, setzten die Hypermodernen eher auf eine zurückhaltende Figurenentwicklung über die Flügel. Markenzeichen dieses Stils waren eher geschlossene Eröffnungssysteme mit fianchettierten Läufern.
Seit Ende des Zweiten Weltkrieges im Jahre 1945 zeigte sich eine deutliche Überlegenheit der staatlich geförderten sowjetischen Schachschule gegenüber den westlichen Schachmeistern. Der Sieg von Bobby Fischer über Boris Spasski im so genannten Match des Jahrhunderts wurde daher in der Zeit des Kalten Krieges propagandistisch verwertet. Nach dem Zerfall der Sowjetunion behielten ihre Nachfolgestaaten noch für gewisse Zeit diese Vormachtstellung, vor allem Russland, aber auch die Ukraine, Aserbaidschan und Armenien. 
Im Jahre 1993 kam es zum Bruch zwischen der FIDE und führenden Schachspielern, allen voran Garri Kasparow und Nigel Short, welche in der Folge eigene Schachturniere mit eigenen Weltmeistertiteln durchführten.
Seit Mitte des 20. Jahrhunderts wurden Schachprogramme für Computer oder spezielle Schachprogramme entwickelt, deren Spielstärke sich rasant entwickelte. Ab den 1990er Jahren erreichten die Schachprogramme Meisterniveau. 1997 verlor der damals stärkste Schachspieler Garry Kasparow ein Match über sechs Partien gegen den Schachcomputer Deep Blue. Seither gelten Schachprogramme der menschlichen Intelligenz überlegen. Sie entwickelten sich nun zu einem unverzichtbaren Werkzeug bei der Analyse von Partien und der Erforschung von Eröffnungen.
Die Schachkomposition erlebte im 20. Jahrhundert einen weiteren Aufschwung. 1903 veröffentlichten Johannes Kohtz und Carl Kockelkorn das Buch Das Indische Problem, das als Geburtsstunde der Neudeutschen Schule der Schachkomposition gilt, die Logik und Zweckreinheit als ihre Merkmale ansieht. In Deutschland wurde 1924 die Schwalbe gegründet. Unter der Ägide des Weltschachbunds nahm 1956 mit der Permanenten Kommission der FIDE für Schachkomposition eine spezialisierte Kommission die Arbeit auf, und die FIDE-Alben zur Sammlung der besten Aufgaben entstanden. Die moderne Schachstudie kristallisierte sich vor allem durch sowjetische Verfasser heraus. Heterodoxe Aufgaben wie Hilfsmatt, Selbstmatt, Märchenschach, Retrospiel und Schachmathematik traten aus Nischen heraus und wurden eigenständige Gebiete.

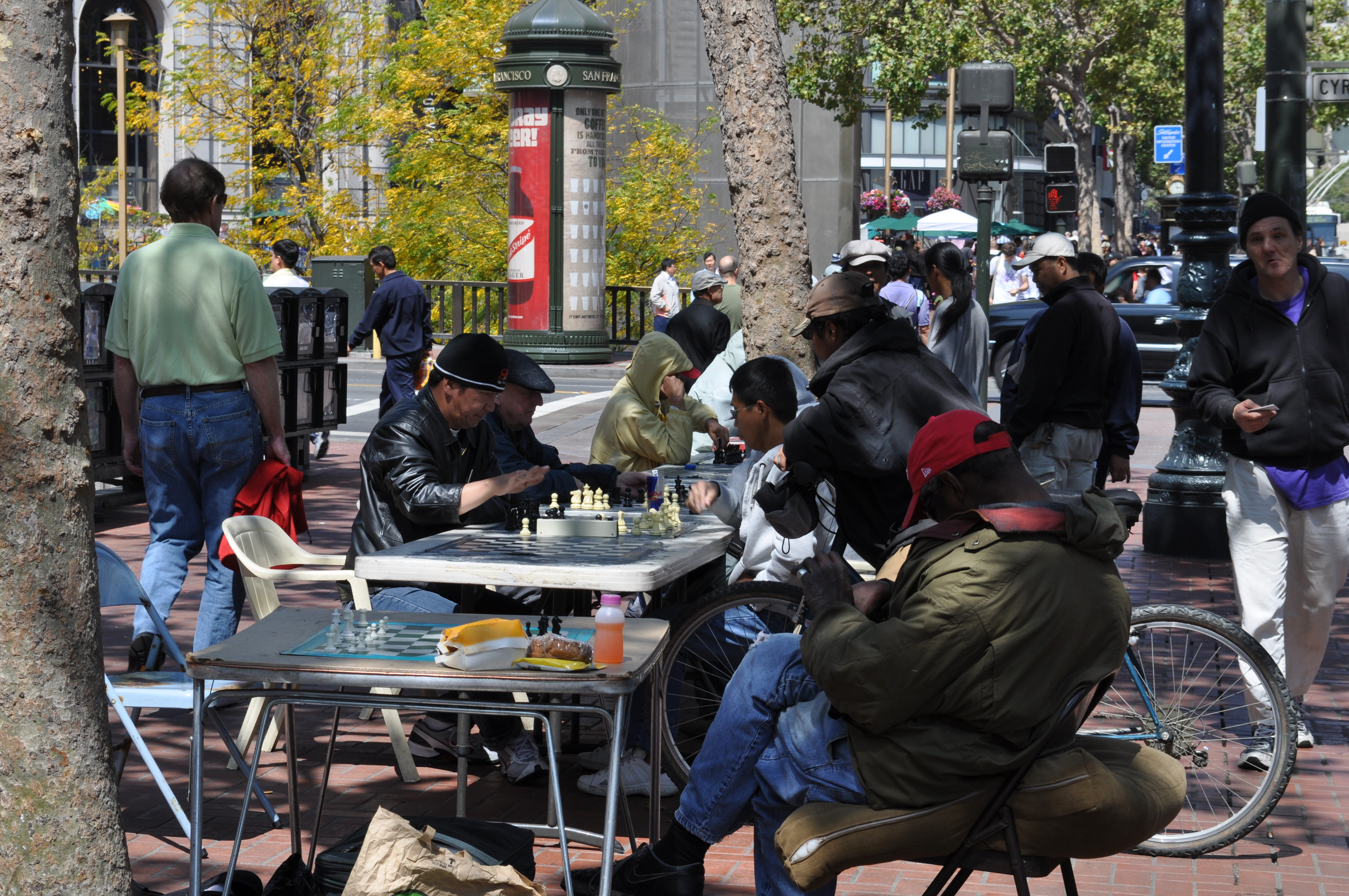
Straßenschach-Szene in San Francisco

Ab den 1960er Jahren entwickelte sich in einigen amerikanischen Metropolen, vor allem aber in New York City, eine neue Szene von Straßenschach-Spielern: Spieler aus unterschiedlichsten gesellschaftlichen Schichten trafen sich auf Straßen und Plätzen zum öffentlichen Schachspiel. Im New Yorker Washington Square Park gehörten dabei auch Großmeister wie Bobby Fischer, Kamran Shirazi und Joel Benjamin zu den regelmäßigen Spielern. Bis heute sind Plätze wie der New Yorker Union Square überregional bekannt für seine Schachspieler, die als „chess hustler“ (frei übersetzt: Schach-Gauner) oft auch ihren Lebensunterhalt durch Spielen um Geld verdienen.

## 21. Jahrhundert
Im Jahre 2006 kam es zum Wiedervereinigungskampf zwischen den zerstrittenen Parteien FIDE und PCA, welcher von Wladimir Kramnik gegen Wesselin Topalow gewonnen wurde. Seitdem gibt es wieder nur einen einzigen Schachweltmeister.
Während bis zur Jahrtausendwende viele der erfolgreichsten Schachspieler aus Osteuropa stammten, stiegen in den folgenden Jahrzehnten vor allem die USA, Indien und China zur Spitze im internationalen Schach auf. Seit einigen Jahren führt der Norweger Magnus Carlsen die Weltrangliste an. Dem nach Elo-Punkten stärksten Spieler aller Zeit folgte der Chinese Ding Liren im Jahr 2023 auf den Weltmeisterthron.
Im Wettkampfschach etablierten sich neben dem so genannten klassischen Schach noch weitere Varianten als ernstzunehmende Disziplinen, vor allem Schnellschach, Blitzschach und – in jüngster Zeit – Schach960. 
Auch im 21. Jahrhundert wird Schach von Männern dominiert, obwohl alle Turniere formal auch Frauen offenstehen. Deswegen unternimmt die FIDE inzwischen Anstrengungen, um das Frauenschach populärer zu machen, indem sie beispielsweise Weltmeisterschaften und Schacholympiaden speziell für Frauen aufwertet. Dennoch ist Judit Polgár die einzige Frau, der es bisher gelungen ist, zur absoluten Weltspitze des Schachs aufzuschließen.
Auf dem Gebiet der Schachkomposition wurde die Permanente Kommission 2010 zum eigenen Weltverband, der weiterhin vom Weltschachbund FIDE gefördert wird.
Die Verbreitung des Internets, insbesondere des World Wide Web, ermöglichte im späten 20. und frühen 21. Jahrhundert die Gründung von internetbasierten Diensten und eine stärkere Vernetzung der Schachwelt, durch die das Fernschach auch außerhalb nationaler Organisationen weite Verbreitung auf speziellen Schachservern fand, wo mit exakter Zeitmessung Partien auch mit geringer Bedenkzeit unter den für Blitzpartien zuvor verbreiteten fünf Minuten (beispielsweise Bullet mit einer Minute pro Spieler) populär wurden.